# Il'ja Florent'evič Florov
Il'ja Florent'evič Florov, traslitterato anche come Ilya Florentyevich Florov (in russo Илья Флорентьевич Флоров?; Novočerkassk, 5 agosto 1908 – 1983), è stato un ingegnere aeronautico e ufficiale sovietico.
Fu direttore, assieme al collega Aleksej Andreevič Borovkov, dell'Ufficio di progettazione (OKB) numero 207, e coautore di alcuni innovativi progetti di aerei militari non concretizzatisi nella produzione in serie. Fu tra i collaboratori che svilupparono i primi velivoli sovietici equipaggiati con uno statoreattore ed un razzo a propellente liquido.

## Progetti
(lista parziale)
- Borovkov-Florov N.7211
- Borovkov-Florov I-207
- Florov 4302